# Acalolepta dentifera
Acalolepta dentifera là một loài bọ cánh cứng trong họ Cerambycidae.